# Maintrapp
Als Maintrapp, Untermaintrapp, Trapp von Frankfurt oder Mainbasalt-Formation werden vulkanische Relikte zusammengefasst, die sich im südwestlichen Vorland des Vogelsberges im Gebiet der Wetterau und des Ronneburger Hügellandes finden, welches grob durch die Verbindungslinien zwischen Frankfurt am Main, Bad Homburg vor der Höhe, Friedberg, Ranstadt, Büdingen, Gelnhausen, Langenselbold und Hanau begrenzt wird. Dabei wird die Mainlinie nur durch die Vorkommen bei Mühlheim-Dietesheim und den Hanauer Stadtteilen Steinheim und Klein-Auheim bzw. beim Bahnhof Frankfurt-Louisa und westlich von Neu-Isenburg überschritten. Die beiden zuletzt genannten, sehr kleinräumigen Vorkommen sollen dabei Teil einer größeren Decke sein, die im Untergrund des westlichen Teils des Frankfurter Stadtwaldes durch Bohrungen nachgewiesen wurde. In ähnlicher Weise bilden die oberirdischen Vorkommen von Mühlheim-Dietesheim und Hanau-Wilhelmsbad Teile einer zusammenhängenden Decke, die sich unterirdisch bis in den Raum von Kahl am Main erstreckt.

## Status als eigenständiger Vulkankomplex
Zu Beginn des 20. Jahrhunderts wurden die vulkanischen Erscheinungen dieses Gebiets dem Vogelsberg-Vulkanismus zugerechnet. Die Abgrenzung gegen den Vulkanismus des Vogelsberges geht im Wesentlichen auf den hessischen Landesgeologen Wilhelm Schottler zurück, der die Eigenständigkeit einerseits mit der relativen petrographischen Einheitlichkeit dieser Gesteine begründete, andererseits annahm, diese Basalte aufgrund ihres Alters abgrenzen zu können: Aufgrund von stratigraphischen Geländebefunden des Liegenden der Basalte nahm er an, dass die vulkanischen Gesteine im unteren Pliozän gebildet worden seien und damit deutlich jünger wären als der Vogelsberg-Vulkanismus. (Zu vergleichbaren Einschätzungen bezüglich des Alters der vulkanischen Gesteine waren zuvor bereits die Geologen Georg Friedrich Kinkelin und Wilhelm Wenz gelangt.) Jüngere radiometrische Datierungen zeigen allerdings, dass diese Annahme unzutreffend war und die Bildung der Gesteine im Miozän stattfand (vgl. Abschnitt „Alter des Vulkanismus“). Vereinzelt wurde auch danach noch die Auffassung zweier getrennter Vulkangebiete vertreten. In der jüngeren Literatur wird dagegen auf der Zugehörigkeit des Vulkanismus zum Vogelsberg abgestellt.

## Erscheinungsformen im Gelände
Im Gegensatz zu dem geschlossenen Auftreten vulkanischer Gesteine, wie es von dem nordöstlich anschließenden Vogelsberg bekannt ist, bestehen die Vulkanitvorkommen des Maintrapps im Wesentlichen aus isolierten, größeren und kleineren Deckenresten auf den sich meist in NO-SW-Richtung erstreckenden Höhenzügen, zwischen denen in den Tallagen die Gesteine des Tertiärs (Wetterau) bzw. des Perm (Ronneburger Hügelland) großflächig zum Vorschein kommen. Bezüglich des Vorkommens von vulkanischen Förderschloten herrscht in der Literatur wiederum Uneinigkeit: Während ältere Arbeiten das Vorliegen solcher Strukturen bestätigen, wird in der jüngeren Literatur ihre Abwesenheit festgestellt. Es handelt sich bei den Vulkaniten im südlichen Teil des Vorkommens hauptsächlich um tholeiitische Basalte; Alkalibasalte, Limburgite und Tuffe treten seltener und meist kleinflächig auf.

## Alter des Vulkanismus
Das Alter der Gesteine wird mit 16,3 Mio. Jahren angegeben. Andere Datierungen schwanken zwischen 13 und 16 Mio. Jahren (zitiert nach).

## Wirtschaftliche Bedeutung

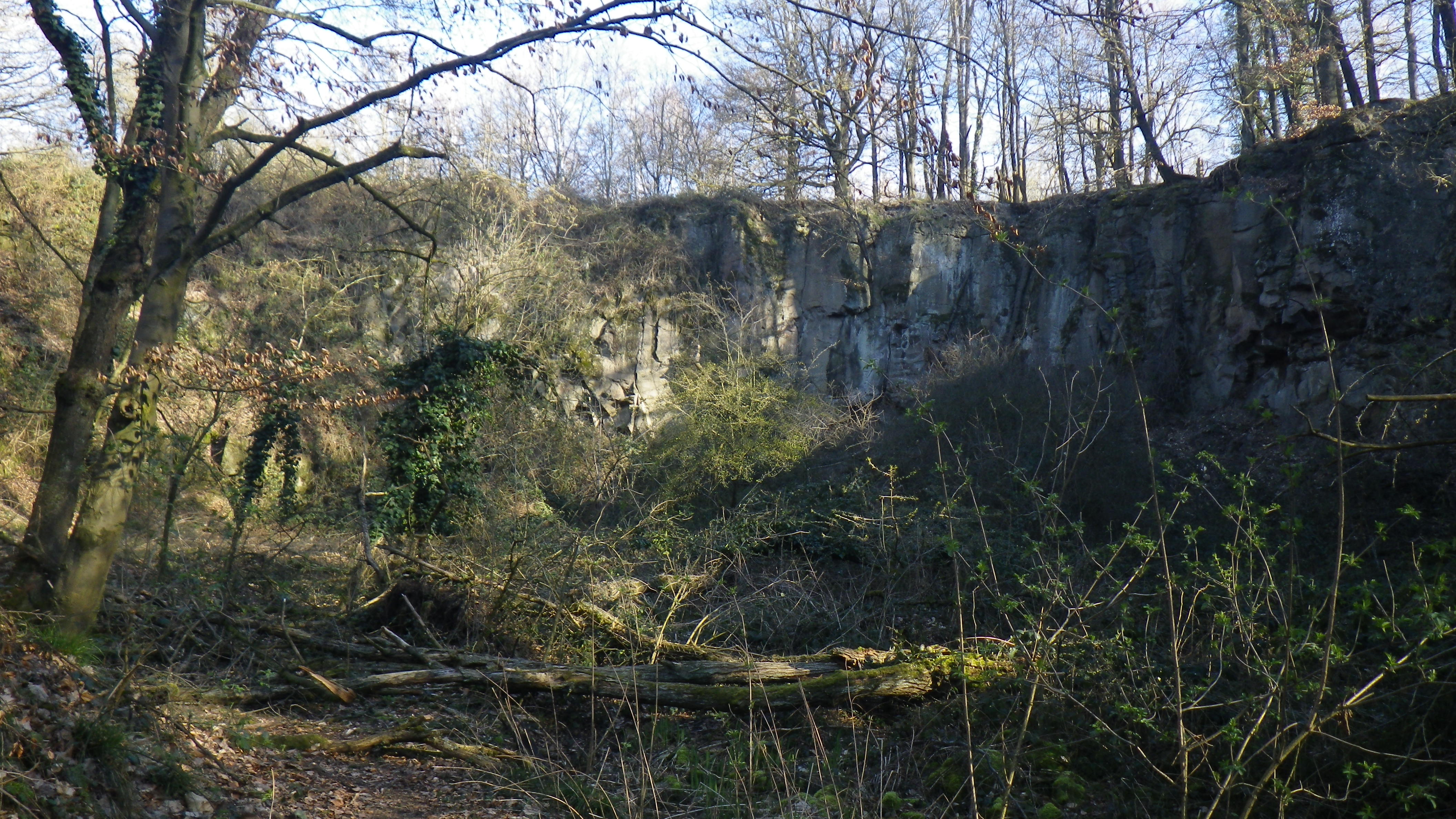
Aufgelassener Basaltsteinbruch in tholeiitischem Basalt des Ronneburger Waldes (bei Altwiedermus)

Im Raum Steinheim-Dietesheim wurden Gesteine des Maintrapps in großem Umfang abgebaut. Die Steinbrüche sind nicht mehr in Betrieb und werden teilweise als Naherholungsgebiete genutzt. An zahlreichen anderen Orten wurde der Abbau in kleinerem Umfang betrieben; die Spuren sind im Landschaftsbild dann nicht besonders auffällig.